# 덴젤 둠프리스
덴젤 유스투스 모리스 둠프리스(네덜란드어: Denzel Justus Morris Dumfries, 1996년 4월 18일 ~)은 네덜란드의 축구 선수로, 현재 세리에 A의 인테르나치오날레 소속이다. 포지션은 라이트 백이다.

## 수상

#### 스파르타 로테르담
- 에이르스터 디비시 : 2015-16

#### 인테르나치오날레
- 코파 이탈리아 : 2021-22
- 수페르코파 이탈리아나 : 2021

#### 개인
- 에레디비지에 올해의 팀 : 2018-19